# 村主章枝
村主 章枝（すぐり ふみえ、ラテン文字：Fumie Suguri、1980年12月31日 - ）は、日本の元フィギュアスケート選手（女子シングル）。映画プロデューサー。
ソルトレイクシティオリンピック5位、トリノオリンピック4位。2003年GPファイナル優勝。2002年・2003年世界選手権連続3位、2006年世界選手権2位。四大陸選手権優勝3回、全日本選手権優勝5回など。

## 人物
千葉県千葉市生まれ、神奈川県横浜市鶴見区育ち。清泉小学校、清泉女学院中学校・高等学校、早稲田大学教育学部卒業。父は元日本航空国際線パイロット、母は元客室乗務員。妹は元プロスケーターの村主千香。3歳から5歳までをアメリカのアラスカ州アンカレッジで過ごし、同地でスケートをはじめとするウィンタースポーツに親しんだことが競技生活の原点となった。演技後のキス・アンド・クライでは妹の村主千香に向かって「Chika! I love you!」と呼びかける姿が見られる。
表情の豊かさから「氷上の女優（アクトレス）」と称えられる。スケーティングは軽やかでスピード感にあふれており、アップライトスピンは世界一の回転速度と称えられた。ジャンプではルッツやフリップといったトウ系のジャンプを得意とするが、ルッツは踏切時に誤ったエッジで踏み切る「フルッツ」である。ループやサルコウのエッジ系ジャンプは苦手としていた。体が硬く柔軟性が必要なビールマンスピンなどが出来ないため、スピンのレベル取りに苦慮していた。
1学年年下で長年のライバルでもあった荒川静香とは、かつて「遠征先で相部屋になっても口を聞かない」ほどの仲で、お互いに相手を理解しがたいと感じていたという。しかし、トリノオリンピック直前の日本代表合宿では、村主が苦手とするスピンについて荒川からアドバイスを受ける場面が見られ、メディアに「和解」が報じられた。また、引退後の村主は荒川との関係について「彼女とは決して不仲ではなかった」「現役中は彼女を目標に頑張ってきた。本来なら私のような能力の者が立ち向かう相手では無かったが、自分より能力の高い選手が近くに居た事で努力も勉強もさせて貰ったし、きつい練習も乗り越えられた」と回顧している。
2014年11月28日放送のアウト×デラックスで男性との交際経験はあるものの「あんまりジェンダーにはこだわってなくて…。なんでみんな男女にこだわるのかな」 と同性も恋愛対象となることを打ち明けた。また2016年6月2日放送の同番組ではレズビアンバーを訪問し、ボーイッシュな女性が好みであると明かした。2016年7月14日放送の同番組では3人の女性と公開見合いをし、レズビアンの女性DJ（DJ JURI）をパートナーとして選出した。

## 経歴

### 長野オリンピック前まで
6歳でスケートを始める。小学6年生で全日本ジュニア選手権に初出場、19位となる。1994年には中学1年生でガルデナスプリング杯で国際大会デビューし、7位となる。

1995-1996シーズン、中学3年生で全日本ジュニア選手権4度目の出場にして2位となり初の表彰台に上がる。続く世界ジュニア選手権でも初出場ながら4位に入賞した。
翌1996-1997シーズンの両大会でも同成績。全日本選手権では、2度目の出場の高校1年生で全日本女王に輝いた。しかし自身初出場の世界選手権ではSPでのジャンプミスが響いて総合18位に終わり（横谷花絵は23位）、長野オリンピックの日本女子シングル代表枠は、最小の1名のみとなった。
1997-1998シーズン、ISUグランプリシリーズのNHK杯では日本女子最高の5位に入る。しかし、全日本選手権でショートプログラム（SP）は首位発進だったが、フリースケーティングでの転倒失敗が響き、優勝した荒川静香に敗れて総合2位に終わり、長野オリンピックと世界選手権の代表選出を逃した。全日本選手権の直前には左座骨を打撲していた。

### ソルトレイクシティオリンピック5位入賞
1998-1999シーズンはNHK杯にて自身初の表彰台となる3位に入り、グランプリファイナルに初進出して総合5位。全日本選手権では再び荒川静香に敗れて二年連続の2位だったが、冬季アジア大会では3位入賞と健闘、四大陸選手権では日本女子最高の5位に入る。2年ぶりの世界選手権代表に選出されたものの、ジャンプが決まらず総合20位と惨敗に終わった。
1999年4月、早稲田大学教育学部社会科社会科学専修に進学し（自己推薦入学）、佐藤信夫に師事する。1999-2000シーズンは全日本選手権で3位に入り、四大陸選手権では再び日本女子最高の4位となる。しかし世界選手権代表は、四大陸選手権で5位ながらもフリーの内容を評価された恩田美栄が選出された。
2000-2001シーズンの全日本選手権で3季ぶり2度目の優勝を果たす。四大陸選手権では初優勝を果たした。2季ぶりに出場した世界選手権では自身初入賞となる総合7位に入り、ソルトレイクシティオリンピックの日本女子シングル代表枠は2名となった。
ソルトレークシティオリンピックが開催される2001-2002シーズン、日本の女子シングル代表枠は2つあった。うち1つは、日本人選手で唯一GPファイナルに進出した恩田美栄に内定。残り1枠をかけて荒川静香と争う形となった全日本選手権で優勝し、念願のオリンピック初出場を決めた。迎えたソルトレイクシティオリンピック本番、SPでは滑走順が早かったこともあり7位とやや出遅れるが、フリーではループジャンプがダブルに、後半のトリプルルッツが両足着氷となった以外はほぼノーミスの演技で、最終的には5位入賞と健闘した。世界選手権では、出場4回目にして総合3位となり銅メダルを獲得、初めて表彰台に上がった（恩田美栄は5位に入り、翌2003年世界選手権の日本女子シングル枠は最大の3名となった）。

### トリノオリンピック4位入賞
2002-2003シーズンは全日本選手権、四大陸選手権で優勝したほか、出場した多くの競技会で表彰台に立ち、世界選手権では2大会連続で総合3位に入賞、2個目の銅メダルを獲得した。
2003-2004シーズン、NHK杯でGPシリーズ初優勝を遂げ、GPファイナルでは3度目の出場にして日本人選手初制覇の快挙を達成。さらにフリースケーティング・トータルスコアでも自己最高得点をマークした。しかし全日本選手権では2位、世界選手権でも総合7位入賞に留まった。
2004年4月にダイナシティと所属契約を結ぶ。5月からシカゴに練習拠点を移し、オレグ・ワシリエフをコーチに迎えたが、指導が充分に受けられなかったため、12月からは再び新横浜プリンスホテルスケートセンターで佐藤信夫の指導を受けることになった。2004-2005シーズン、四大陸選手権で3度目の優勝を果たした。世界選手権ではSPで転倒があり出遅れたが、フリーで追い上げて日本女子最高の総合5位に入り、トリノオリンピックの日本女子シングル代表枠を最大の3名獲得に貢献した。
2005-2006シーズン開幕前の2005年6月、ダイナシティが不祥事を起こしたため所属契約を解除し、同年10月にエイベックス・エンタテインメントへ移った。9月に以前から痛めていた右股関節の故障が悪化。スケートカナダではフリーでジャンプが全く跳べず、トリノオリンピック代表入りは絶望的と思われた。しかしNHK杯ではフリー1位、総合2位と復活の兆しを見せた。そして五輪最終選考会の全日本選手権ではミスのない演技でフリー1位となり、3年ぶり5度目の優勝を果たし、選考ポイント最下位から大逆転でトリノオリンピック出場を決めた。
トリノオリンピック日本選手団では副将に任命された。トリノ五輪本番ではSPでほぼ完璧な内容で4位発進、フリーではフリップジャンプからのコンボが2回転となる以外はノーミスの演技を披露したが、スピン、ステップ、スパイラルで高いレベルが取れず、総合で4位入賞となり念願の五輪メダル獲得はならなかった（優勝は荒川静香）。オリンピック後、「トリノで五輪の魔法にかけられた。この氷の魔法はバンクーバーでしか解けない」と現役続行の決意を述べた。世界選手権は、優勝したキミー・マイズナーには届かなかったが、SPで自己最高点を更新するなど総合2位・銀メダル獲得と、自身同大会で最高成績を収めた。

### 世界選手権通算9回出場
2006-2007シーズンは東京で開催される世界選手権を見据え、SPにボレロを使用。フリーは“一大プロジェクト”と銘うって、女性ヴォーカルを楽器の一つとして取り入れた曲を使用した。ジャッジがヴォーカルを歌詞と判断すれば規定により減点されるが、シーズンを通して減点されることはなかった。しかし全日本選手権では4位となり、世界選手権出場権を得られなかった。四大陸選手権ではSPのジャンプで転倒して臀部を強打し、首も鞭打ち状態となって棄権を余儀なくされた。
2007年7月に佐藤コーチの元を離れ、練習拠点をモスクワに移し、コーチをアレクサンドル・ズーリンに変更。イゴール・パシケビッチの指導の下、ジャンプのテクニックを変えて2007-2008シーズンに臨んだ。しかしGPシリーズでは表彰台に立てず、全日本選手権でも4位にとどまった。四大陸選手権でもジャンプミスが続いて10位となり、不振のままシーズンを終えた。
2008年7月にコーチをニコライ・モロゾフに変更し、練習拠点も強化拠点のあるアメリカのニュージャージー州に移した。GPシリーズで2戦続けて表彰台に上る復調を見せ、全日本選手権では、SPでは5位と出遅れるもフリーで首位に入り、3シーズン振りの表彰台となる総合2位となった。四大陸選手権ではシーズン最高得点をマークして6位に入賞した。3年振り通算9回目の出場となった世界選手権では練習中に負傷、痛み止めを飲んで出場し、総合8位に入った。

### 競技生活の続行と成績の低迷
2009年、モロゾフに「オリンピックのシーズンに日本人女子2人は難しい」と言われたためコーチの変更を決めた。8月、自らの課題をジャンプと設定し、アレクセイ・ミーシンにコーチを変更。練習拠点をロシアのサンクトペテルブルクに移したが、ミーシンコーチの多忙により10月にモスクワのイゴール・パシケビッチのもとに戻った。肋骨骨折の影響で夏前まで本格的な練習が出来ず、エントリーしていたネーベルホルン杯を欠場した。GPシリーズでは表彰台に立てず、全日本選手権では7位にとどまり、バンクーバーオリンピック、世界選手権、四大陸選手権のいずれの代表にも選出されなかった。
2010年3月に会見を開き、新たなスポンサーを見つけることを前提に現役続行を表明した。4月、9年間マネジメント契約してきたエーケー・グローバル・エージェントを離れ、サニーサイドアップにスポーツマーケティング事業部の社員として入社した。所属を陽進堂に決定し、「ソチオリンピック出場を目標に頑張る」と表明した。練習拠点を新横浜に戻し、佐藤紀子に師事することになった。しかし、GPシリーズでは8位と9位、全日本選手権では前年に続いて7位となり、世界選手権、四大陸選手権のいずれの代表にも選出されなかった。　
2011-2012シーズンは、全日本選手権予選を兼ねた東日本選手権でトリプルジャンプを全く跳ぶことが出来ず、12位に終わって上位10人の予選通過を逃し、全日本の出場権を得られなかった。2012年3月で陽進堂とのスポンサー契約は終了し、所属をサニーサイドアップに変えた。
2012-2013シーズンは、全日本選手権予選を兼ねた東日本選手権で11位に終わって上位10人の予選通過を逃し、2年連続で全日本の出場権を得られなかった。
2013-2014シーズンは、2013年6月にサニーサイドアップを退社しフェニックスに入社、7月に所属先をKappaに決定した。全日本選手権予選を兼ねた東日本選手権で11位に終わって上位5人の予選通過を逃し、3年連続で全日本の出場権を得られなかった。目標のソチオリンピックの出場権を逃したが、現役続行の意向を表明した。
2014-2015シーズンは、全日本選手権予選を兼ねた東日本選手権で8位に終わって上位5人の予選通過を逃し、4年連続で全日本の出場権を得られなかった。
2014年11月13日、引退会見を開き今後は振付師を目指すと発表した。 トリノオリンピック以降9年間、女子シングル選手としては異例の33歳まで選手生活を続けたが、バンクーバーオリンピック、ソチオリンピック共に代表にはなれず、目標としていた3度目のオリンピックに出場出来ないまま現役を終える事となった。

### 引退後
2016年4月25日発売の週刊ポスト、2016年12月19日発売の週刊現代、2017年1月27日発売の雑誌フライデーに袋とじでヌードグラビアが掲載された。
2017年2月15日にヌード写真集「月光」が発売された。ヌード写真集発表の際には「脱ぐことに抵抗はない、スケートも衣装一枚なのであまり変わらない」と述べた。
最近は短編動画アプリのTikTokにハマっている様子で、音楽に合わせて口パクする動画などを投稿している。
2018年にトロントからラスベガスに移住。アイスショーをやるために撮影チームを集めたもののコロナ禍で稼働できなかったため、そのチームで映画製作に進出。映画制作会社「MonkeY Teer Entertainment」も設立し活動している。

## 主な戦績

### 2011年以後
| 大会/年      | 2011-12 | 2012-13 | 2013-14 | 2014-15 |
| ------------ | ------- | ------- | ------- | ------- |
| 東日本選手権 | 12      | 11      | 11      | 8       |

### 2001年-2010年
| 大会/年            | 2001-02 | 2002-03 | 2003-04 | 2004-05 | 2005-06 | 2006-07 | 2007-08 | 2008-09 | 2009-10 | 2010-11 |
| ------------------ | ------- | ------- | ------- | ------- | ------- | ------- | ------- | ------- | ------- | ------- |
| 冬季オリンピック   | 5       |         |         |         | 4       |         |         |         |         |         |
| 世界選手権         | 3       | 3       | 7       | 5       | 2       |         |         | 8       |         |         |
| 四大陸選手権       |         | 1       |         | 1       |         | 棄権    | 10      | 6       |         |         |
| 全日本選手権       | 1       | 1       | 2       | 3       | 1       | 4       | 4       | 2       | 7       | 7       |
| GPファイナル       |         | 6       | 1       |         |         | 4       |         |         |         |         |
| GPスケートカナダ   | 4       | 2       |         | 4       | 8       | 2       |         | 2       |         | 9       |
| GPエリック杯       |         |         |         | 4       |         |         |         |         |         | 8       |
| GPスケートアメリカ |         |         |         |         |         |         |         |         | 4       |         |
| GP中国杯           |         |         | 3       |         |         |         | 4       |         | 7       |         |
| GPロシア杯         |         |         |         |         |         |         | 5       | 3       |         |         |
| GPNHK杯            | 7       | 4       | 1       |         | 2       | 2       |         |         |         |         |
| GPボフロスト杯     |         | 2       |         |         |         |         |         |         |         |         |
| 冬季アジア大会     |         | 2       |         |         |         | 2       |         |         |         |         |
| フィンランディア杯 |         |         |         |         |         |         |         |         | 7       |         |

### 2001年以前
| 大会/年              | 1992-93 | 1993-94 | 1994-95 | 1995-96 | 1996-97 | 1997-98 | 1998-99 | 1999-00 | 2000-01 |
| -------------------- | ------- | ------- | ------- | ------- | ------- | ------- | ------- | ------- | ------- |
| 世界選手権           |         |         |         |         | 18      |         | 20      |         | 7       |
| 四大陸選手権         |         |         |         |         |         |         | 5       | 4       | 1       |
| 全日本選手権         |         |         |         | 4       | 1       | 2       | 2       | 3       | 1       |
| GPファイナル         |         |         |         |         |         |         | 5       |         |         |
| GPNHK杯              |         |         |         |         | 6       | 5       | 3       | 8       | 5       |
| GPスケートカナダ     |         |         |         |         |         |         | 2       |         | 3       |
| GPエリック杯         |         |         |         |         |         |         |         | 7       |         |
| GPロシア杯           |         |         |         |         | 7       |         |         |         |         |
| 冬季アジア大会       |         |         |         | 3       |         |         | 3       |         |         |
| ネーベルホルン杯     |         |         |         |         | 4       |         |         |         |         |
| 世界Jr.選手権        |         |         |         | 4       | 4       |         |         |         |         |
| 全日本Jr.選手権      | 19      | 9       | 10      | 2       | 2       |         |         |         |         |
| ガルデナスプリング杯 |         | 7 J     |         |         |         |         |         |         |         |

### 詳細
| 2010-2011 シーズン    |                                                      |         |          |          |
| 開催日                | 大会名                                               | SP      | FS       | 結果     |
| 2010年12月24日 - 27日 | 第79回全日本フィギュアスケート選手権（長野）         | 5 57.18 | 9 97.72  | 7 154.90 |
| 2010年11月26日 - 28日 | ISUグランプリシリーズ エリック・ボンパール杯（パリ） | 5 50.76 | 8 87.42  | 8 138.18 |
| 2010年10月29日 - 31日 | ISUグランプリシリーズ スケートカナダ（キングストン） | 8 48.17 | 10 84.67 | 9 132.84 |

| 2009-2010 シーズン     |                                                            |         |          |          |
| 開催日                 | 大会名                                                     | SP      | FS       | 結果     |
| 2009年12月26日-27日    | 第78回全日本フィギュアスケート選手権（大阪）               | 6 58.70 | 9 102.59 | 7 161.29 |
| 2009年11月12日-15日    | ISUグランプリシリーズ スケートアメリカ（レークプラシッド） | 4 56.04 | 5 92.95  | 4 148.99 |
| 2009年10月29日-11月1日 | ISUグランプリシリーズ 中国杯（北京）                       | 6 55.46 | 8 90.53  | 7 145.99 |
| 2009年10月8日-11日     | 2009年フィンランディア杯（ヴァンター）                     | 4 54.09 | 8 82.82  | 7 136.91 |

| 2008-2009 シーズン     |                                                      |         |          |          |
| 開催日                 | 大会名                                               | SP      | FS       | 結果     |
| 2009年3月23日-29日     | 2009年世界フィギュアスケート選手権（ロサンゼルス）   | 9 58.40 | 9 106.18 | 8 164.58 |
| 2009年2月2日-8日       | 2009年四大陸フィギュアスケート選手権（バンクーバー） | 4 60.18 | 6 107.56 | 6 167.74 |
| 2008年12月25日-27日    | 第77回全日本フィギュアスケート選手権（長野）         | 5 57.32 | 1 121.27 | 2 178.59 |
| 2008年11月20日-23日    | ISUグランプリシリーズ ロシア杯（モスクワ）           | 1 58.30 | 3 103.74 | 3 162.04 |
| 2008年10月30日-11月2日 | ISUグランプリシリーズ スケートカナダ（オタワ）       | 2 57.92 | 3 105.94 | 2 163.86 |

| 2007-2008 シーズン  |                                              |          |         |           |
| 開催日              | 大会名                                       | SP       | FS      | 結果      |
| 2008年2月11日-17日  | 2008年四大陸フィギュアスケート選手権（高陽） | 9 50.24  | 9 94.82 | 10 145.06 |
| 2007年12月26日-28日 | 第76回全日本フィギュアスケート選手権（大阪） | 3 63.50  | 6 98.29 | 4 161.79  |
| 2007年11月22日-25日 | ISUグランプリシリーズ ロシア杯（モスクワ）   | 4 56.18  | 6 91.97 | 5 148.15  |
| 2007年11月8日-11日  | ISUグランプリシリーズ 中国杯（ハルビン）     | 11 44.76 | 3 92.37 | 4 137.13  |

| 2006-2007 シーズン     |                                                              |          |          |          |
| 開催日                 | 大会名                                                       | SP       | FS       | 結果     |
| 2007年2月7日-10日      | 2007年四大陸フィギュアスケート選手権（コロラドスプリングス） | 12 46.09 | 棄権     | -        |
| 2007年1月28日-2月4日   | 第5回アジア冬季競技大会（長春）                              | 1 58.50  | 3 103.55 | 2 162.05 |
| 2006年12月27日-29日    | 第75回全日本フィギュアスケート選手権（名古屋）               | 5 58.56  | 4 114.00 | 4 172.56 |
| 2006年12月14日-17日    | 2006/2007 ISUグランプリファイナル（サンクトペテルブルク）    | 5 55.14  | 3 103.64 | 4 158.78 |
| 2006年11月30日-12月3日 | ISUグランプリシリーズ NHK杯（長野）                          | 2 61.92  | 2 117.39 | 2 179.31 |
| 2006年11月2日-5日      | ISUグランプリシリーズ スケートカナダ（ビクトリア）           | 2 58.52  | 2 110.24 | 2 168.76 |

| 2005-2006 シーズン  |                                                        |         |         |          |          |
| 開催日              | 大会名                                                 | 予選    | SP      | FS       | 結果     |
| 2006年3月19日-26日  | 2006年世界フィギュアスケート選手権（カルガリー）       | 2 28.47 | 2 62.12 | 2 119.15 | 2 209.74 |
| 2006年2月10日-26日  | トリノオリンピック（トリノ）                           | -       | 4 61.75 | 4 113.48 | 4 175.23 |
| 2005年12月23日-25日 | 第74回全日本フィギュアスケート選手権（東京）           | -       | 2 67.30 | 1 126.86 | 1 194.16 |
| 2005年12月1日-4日   | ISUグランプリシリーズ NHK杯（大阪）                    | -       | 6 52.60 | 1 105.88 | 2 158.48 |
| 2005年10月27日-30日 | ISUグランプリシリーズ スケートカナダ（セントジョンズ） | -       | 2 52.12 | 9 79.88  | 8 132.00 |

| 2004-2005 シーズン  |                                                      |         |          |          |          |
| 開催日              | 大会名                                               | 予選    | SP       | FS       | 結果     |
| 2005年3月14日-20日  | 2005年世界フィギュアスケート選手権（モスクワ）       | 2 27.19 | 10 56.28 | 5 112.54 | 5 196.01 |
| 2005年2月14日-20日  | 2005年四大陸フィギュアスケート選手権（江陵）         | -       | 1 61.44  | 1 117.22 | 1 178.66 |
| 2004年12月24日-26日 | 第73回全日本フィギュアスケート選手権（横浜）         | -       | 2 65.18  | 3 101.36 | 3 166.54 |
| 2004年11月19日-21日 | ISUグランプリシリーズ エリック・ボンパール杯（パリ） | -       | 3 51.40  | 5 79.90  | 4 131.30 |
| 2004年10月28日-31日 | ISUグランプリシリーズ スケートカナダ（ハリファクス） | -       | 2 53.72  | 4 94.60  | 4 148.32 |

| 2003-2004 シーズン  |                                                           |      |         |          |          |
| 開催日              | 大会名                                                    | 予選 | SP      | FS       | 結果     |
| 2004年3月22日-28日  | 2004年世界フィギュアスケート選手権（ドルトムント）        | 8    | 7       | 5        | 7        |
| 2003年12月25日-26日 | 第72回全日本フィギュアスケート選手権（長野）              | -    | 3       | 2        | 2        |
| 2003年12月12日-14日 | 2003/2004 ISUグランプリファイナル（コロラドスプリングス） | -    | 1 62.02 | 1 120.06 | 1 182.08 |
| 2003年11月27日-30日 | ISUグランプリシリーズ NHK杯（旭川）                       | -    | 2 57.94 | 1 107.58 | 1 165.52 |
| 2003年11月5日-9日   | ISUグランプリシリーズ 中国杯（北京）                      | -    | 1 60.28 | 5 83.39  | 3 143.67 |

| 2002-2003 シーズン     |                                                           |      |    |    |      |
| 開催日                 | 大会名                                                    | 予選 | SP | FS | 結果 |
| 2003年3月24日-30日     | 2003年世界フィギュアスケート選手権（ワシントンD.C.）      | 1    | 3  | 4  | 3    |
| 2003年2月28日-3月2日   | 2002/2003 ISUグランプリファイナル（サンクトペテルブルク） | -    | 5  | 6  | 6    |
| 2003年2月28日-3月2日   | 2002/2003 ISUグランプリファイナル（サンクトペテルブルク） | -    | 5  | 6  | 6    |
| 2003年2月10日-16日     | 2003年四大陸フィギュアスケート選手権（北京）              | -    | 1  | 1  | 1    |
| 2003年2月1日-8日       | 第4回アジア冬季競技大会（青森）                           | -    | 2  | 2  | 2    |
| 2002年12月19日-22日    | 第71回全日本フィギュアスケート選手権（京都）              | -    | 3  | 1  | 1    |
| 2002年11月28日-12月1日 | ISUグランプリシリーズ NHK杯（京都）                       | -    | 3  | 4  | 4    |
| 2002年11月7日-10日     | ISUグランプリシリーズ ボフロスト杯（ゲルゼンキルヒェン）  | -    | 1  | 2  | 2    |
| 2002年10月31日-11月3日 | ISUグランプリシリーズ スケートカナダ（ケベックシティ）    | -    | 2  | 2  | 2    |

| 2001-2002 シーズン     |                                                        |      |    |    |      |
| 開催日                 | 大会名                                                 | 予選 | SP | FS | 結果 |
| 2002年3月16日-24日     | 2002年世界フィギュアスケート選手権（長野）             | 3    | 2  | 3  | 3    |
| 2002年2月8日-24日      | ソルトレイクシティオリンピック（ソルトレイクシティ）   | -    | 7  | 5  | 5    |
| 2001年12月21日-23日    | 第70回全日本フィギュアスケート選手権（大阪）           | -    | 1  | 1  | 1    |
| 2001年11月29日-12月2日 | ISUグランプリシリーズ NHK杯（熊本）                    | -    | 6  | 7  | 7    |
| 2001年11月1日-4日      | ISUグランプリシリーズ スケートカナダ（サスカトゥーン） | -    | 3  | 4  | 4    |

| 2000-2001 シーズン     |                                                            |      |    |    |      |
| 開催日                 | 大会名                                                     | 予選 | SP | FS | 結果 |
| 2001年3月17日-25日     | 2001年世界フィギュアスケート選手権（バンクーバー）         | 5    | 7  | 7  | 7    |
| 2001年2月7日-10日      | 2001年四大陸フィギュアスケート選手権（ソルトレイクシティ） | -    | 2  | 1  | 1    |
| 2000年12月8日-10日     | 第69回全日本フィギュアスケート選手権（長野）               | -    | 1  | 1  | 1    |
| 2000年11月28日-12月3日 | ISUグランプリシリーズ NHK杯（旭川）                        | -    | 3  | 5  | 5    |
| 2000年11月1日-5日      | ISUグランプリシリーズ スケートカナダ（ミシサガ）           | -    | 3  | 3  | 3    |

| 1999-2000 シーズン  |                                              |    |    |      |
| 開催日              | 大会名                                       | SP | FS | 結果 |
| 2000年2月21日-27日  | 2000年四大陸フィギュアスケート選手権（大阪） | 4  | 5  | 4    |
| 1999年12月24日-26日 | 第68回全日本フィギュアスケート選手権（福岡） | 1  | 4  | 3    |
| 1999年12月2日-5日   | ISUグランプリシリーズ NHK杯（名古屋）        | 6  | 8  | 8    |
| 1999年11月18日-21日 | ISUグランプリシリーズ ラリック杯（パリ）     | 5  | 8  | 7    |

| 1998-1999 シーズン   |                                                           |      |    |    |      |
| 開催日               | 大会名                                                    | 予選 | SP | FS | 結果 |
| 1999年3月21日-28日   | 1999年世界フィギュアスケート選手権（ヘルシンキ）          | 6    | 19 | 21 | 20   |
| 1999年3月4日-7日     | 1998/1999 ISUグランプリファイナル（サンクトペテルブルク） | -    | 6  | 5  | 5    |
| 1999年2月21日-28日   | 1999年四大陸フィギュアスケート選手権（ハリファクス）      | -    | 5  | 5  | 5    |
| 1999年1月30日-2月6日 | 第3回アジア冬季競技大会（江原道）                         | -    | 3  | 3  | 3    |
| 1999年1月15日-17日   | 第67回全日本フィギュアスケート選手権（横浜）              | -    | 2  | 2  | 2    |
| 1998年12月2日-6日    | ISUグランプリシリーズ NHK杯（札幌）                       | -    | 5  | 3  | 3    |
| 1998年11月5日-8日    | ISUグランプリシリーズ スケートカナダ（カムループス）      | -    | 1  | 2  | 2    |

| 1997-1998 シーズン  |                                              |    |    |      |
| 開催日              | 大会名                                       | SP | FS | 結果 |
| 1997年12月12日-14日 | 第66回全日本フィギュアスケート選手権（神戸） | 1  | 2  | 2    |
| 1997年11月27日-30日 | ISUチャンピオンシリーズ NHK杯（長野）        | 7  | 5  | 5    |

| 1996-1997 シーズン     |                                                          |      |    |    |      |
| 開催日                 | 大会名                                                   | 予選 | SP | FS | 結果 |
| 1997年3月16日-23日     | 1997年世界フィギュアスケート選手権（ローザンヌ）         | 10   | 24 | 16 | 18   |
| 1997年1月13日-15日     | 第65回全日本フィギュアスケート選手権（長野）             | -    | 3  | 1  | 1    |
| 1996年12月12日-15日    | ISUチャンピオンシリーズ ロシア杯（サンクトペテルブルク） | -    | 4  | 7  | 7    |
| 1996年12月5日-8日      | ISUチャンピオンシリーズ NHK杯（大阪）                    | -    | 5  | 6  | 6    |
| 1996年11月24日-12月1日 | 世界ジュニアフィギュアスケート選手権（ソウル）           | -    | 3  | 4  | 4    |
| 1996年11月3日          | 第65回全日本フィギュアスケートジュニア選手権（横浜）     | -    | 4  | 2  | 2    |
| 1996年8月27日-30日     | ネーベルホルン杯（オーベルストドルフ）                   | -    | -  | -  | 4    |

| 1995-1996 シーズン     |                                                      |      |    |    |      |
| 開催日                 | 大会名                                               | 予選 | SP | FS | 結果 |
| 1996年2月4日-11日      | 第2回アジア冬季競技大会（ハルビン）                  | -    | -  | -  | 3    |
| 1996年1月12日-14日     | 第64回全日本フィギュアスケート選手権（横浜）         | -    | 3  | 4  | 4    |
| 1995年11月24日-12月1日 | 世界ジュニアフィギュアスケート選手権（ブリスベン）   | 1    | 3  | 4  | 4    |
| 1995年11月3日          | 第64回全日本フィギュアスケートジュニア選手権（京都） | -    | 2  | 2  | 2    |
| 1995年10月             | ブラオエン・シュベルター杯（ケムニッツ）             | -    | -  | -  | 3    |

| 1992-1995 シーズン |                                                      |    |    |      |
| 開催日             | 大会名                                               | SP | FS | 結果 |
| 1994年10月2日      | 第63回全日本フィギュアスケートジュニア選手権（神戸） | 7  | 10 | 10   |
| 1994年3月          | ガルデナスプリング杯（オルティゼーイ）               | -  | -  | 7    |
| 1993年11月         | 第62回全日本フィギュアスケートジュニア選手権（広島） | 6  | 10 | 9    |
| 1992年11月         | 第61回全日本フィギュアスケートジュニア選手権（前橋） | 19 | 19 | 19   |

## プログラム
| シーズン  | SP                                                                                               | FS | EX |
| --------- | ------------------------------------------------------------------------------------------------ | --- | --- |
| 2010-2011 | アルビノーニのアダージョ 作曲：レモ・ジャゾット 振付：ローリー・ニコル                           | Song of Sheherazade 作曲：デヴィッド・アーカンストーン 映画『アレキサンダー』よりバゴアスの舞い 作曲：ヴァンゲリス 振付：バフタン・ムルバニゼ                   | - |
| 2009-2010 | G線上のアリア トッカータとフーガ 作曲：ヨハン・ゼバスティアン・バッハ 振付：バフタン・ムルバニゼ | スパルタクス 作曲：アラム・ハチャトゥリアン 振付：バフタン・ムルバニゼ                                                                                          | パダム・パダム ボーカル：エディット・ピアフ 振付：ニコライ・モロゾフ |
| 2008-2009 | ファンファン 映画『恋人たちのアパルトマン』より 作曲：ニコラ・ジョレル 振付：ニコライ・モロゾフ  | 秋によせて 作曲：ラウル・ディ・ブラシオ 振付：ニコライ・モロゾフ                                                                                                | ウィンナーワルツ 作曲：アディエマス 振付：アレクサンドル・ズーリン |
| 2007-2008 | テイク・ファイヴ 作曲：デイヴ・ブルーベック 振付：アレクサンドル・ズーリン                       | オブリビオン 作曲：アストル・ピアソラ 振付：アレクサンドル・ズーリン                                                                                            | セル・ブロック・タンゴ ミュージカル『シカゴ』より 作曲：ジョン・カンダー 振付：アレクサンドル・ズーリン月の光 作曲：クロード・ドビュッシー                                                                                               |
| 2006-2007 | ボレロ 作曲：モーリス・ラヴェル 振付：ローリー・ニコル                                           | 魂の歌 作曲：アディエマス 忍耐の湖 作曲：アディエマス ファンタジア 作曲：カール・ジェンキンス 振付：アレクサンドル・ズーリン                                    | カルメン 作曲：ジョルジュ・ビゼー 振付：佐藤紀子映画『ナルニア国ものがたり』より 作曲：ハリー・グレッグソン＝ウィリアムズ 振付：アレクサンドル・ズーリンイパネマの娘 作曲：アントニオ・カルロス・ジョビン 振付：アレクサンドル・ズーリン |
| 2005-2006 | 悲歌 & トカ・オリージャ アルバム『Nomad』より 演奏：ジェシー・クック 振付：ローリー・ニコル      | ピアノ協奏曲第2番 第1楽章 作曲：セルゲイ・ラフマニノフ 振付：ローリー・ニコル                                                                                   | セイソーゾ キダムより 振付：ローリー・ニコル |
| 2004-2005 | ピンク・パンサー（サウンドトラック） 作曲：ヘンリー・マンシーニ 振付：ローリー・ニコル           | タンゴ・パラ・パーカッション 作曲：ラロ・シフリン カルメン幻想曲 作曲：フランツ・ワックスマン カルメン 作曲：ジョルジュ・ビゼー 振付：ローリー・ニコル          | アルビノーニのアダージョ 作曲：トマゾ・アルビノーニ、ボーカル：ララ・ファビアン 振付：佐藤紀子 |
| 2003-2004 | 黒くぬれ 作曲：ミック・ジャガー、演奏：アンジェル・デュボー&ラ・ピエタ 振付：ローリー・ニコル    | 交響曲第40番 第1楽章 ピアノ協奏曲第23番 第2楽章・第3楽章 アイネ・クライネ・ナハトムジーク 作曲：ヴォルフガング・アマデウス・モーツァルト 振付：ローリー・ニコル | 浜辺の唄 作曲：成田為三 ボーカル：スーザン・オズボーン 振付：ローリー・ニコル |
| 2002-2003 | ピアノ協奏曲第2番 第2楽章 作曲：フレデリック・ショパン 振付：ローリー・ニコル                    | 「白鳥の湖」より 作曲：ピョートル・チャイコフスキー 振付：ローリー・ニコル                                                                                      | サンクトゥス（パッヘルベルのカノンによる） ボーカル：リベラ 振付：ローリー・ニコル |
| 2001-2002 | アヴェ・マリア 「エレンの歌第3番」より 作曲：フランツ・シューベルト 振付：ローリー・ニコル       | ピアノソナタ第14番「月光」 第1楽章・第3楽章 作曲：ルートヴィヒ・ヴァン・ベートーヴェン 振付：ローリー・ニコル                                                   | アルゼンチンよ泣かないで ミュージカル『エヴィータ』より 作曲：アンドルー・ロイド・ウェバー 振付：ローリー・ニコル |
| 2000-2001 | 春の囁き 作曲：クリスティアン・シンディング 振付：ローリー・ニコル                               | 木星 作曲：グスターヴ・ホルスト 振付：ローリー・ニコル | - |

## 表彰
2002年
- 第19回 オリンピック冬季競技大会文部科学大臣賞
- 日本ゆかた大賞
- 第44回 小野梓記念賞スポーツ賞

2003年
- 文部科学省・国際競技大会優秀者表彰

2006年
- ネイルクィーン2006 文化・スポーツ部門
- 第55回 神奈川スポーツ賞・オリンピック賞
- 第55回 横浜文化賞（史上最年少受賞）
- 平成18年度財団法人横浜市体育協会横浜スポーツ表彰 優秀選手賞

2007年
- 文部科学省・国際競技大会優秀者表彰

## 出演

### テレビ番組
NHK
- 『第54回NHK紅白歌合戦』審査員（2003年、総合・ラジオ第1）

### CM
- ロッテ（2005年）
- はるやま商事（2006年）

### 写真集
- 月光（2017年2月16日、講談社、撮影：アンディチャオ）ISBN 978-4062205016

### ライブ
- ももいろクローバーZ　White Hot Blizzard ももいろクリスマス2013 美しき極寒の世界（2013年）

## 関連CD
- MY FIGURE SKATE ALBUM（2006/3/15） - avex io
- Fantasia ～My Figure Skate Album II～（2007/2/21） - avex io